# Lipnik (Ruciane-Nida)
Lipnik [ˈlipnik] (deutsch Lipnik, 1938 bis 1945 Falkenhöhe) ist ein kleiner Ort in der polnischen Woiwodschaft Ermland-Masuren. Er gehört zur Gmina Ruciane-Nida (Stadt- und Landgemeinde Rudczanny/Niedersee-Nieden) im Powiat Piski (Kreis Johannisburg).
Die kleine Forstsiedlung (polnisch Osada leśna) liegt zwei Kilometer vom Südufer des Spirdingsees (polnisch Jezioro Śniardwy) entfernt im Südosten der Woiwodschaft Ermland-Masuren.

## Geschichte
Vor 1945 war die Ortschaft Forsthaus Lipnik (nach 1785 Lipnick, nach 1818 Lipneck), deren Försterei zum Staatsforst Johannisburg gehörte, ein Wohnplatz innerhalb der Landgemeinde Konzewen (polnisch Końcewo). Sie hieß ab 1938 „Falkenhöhe“ und gehörte bis 1945 zum Kreis Johannisburg im Regierungsbezirk Gumbinnen (ab 1905: Regierungsbezirk Allenstein) in der preußischen Provinz Ostpreußen. Bis zum Ende des Zweiten Weltkriegs war Lipnik außerdem in die evangelische Dorfkirche Groß Weissuhnen in der Kirchenprovinz Ostpreußen der Kirche der Altpreußischen Union sowie in die römisch-katholische Kirche Johannisburg im Bistum Ermland eingepfarrt.
In Kriegsfolge kam die Forstsiedlung 1945 mit dem gesamten südlichen Ostpreußen zu Polen und erhielt die frühere Namensform „Lipnik“ zurück. Heute ist sie eine Ortschaft im Verbund der Stadt- und Landgemeinde Ruciane-Nida (Rudczanny/Niedersee-Nieden) im Powiat Piski (Kreis Johannisburg), bis 1998 der Woiwodschaft Suwałki, seither der Woiwodschaft Ermland-Masuren zugehörig.

## Kirche
Kirchlich ist der Ort zu seinen bisherigen Kirchen orientiert, wobei die Dorfkirche Wejsuny nun zur Diözese Masuren der Evangelisch-Augsburgischen Kirche in Polen, und die Pfarrkirche in Pisz zum Bistum Ełk der Römisch-katholischen Kirche in Polen gehört.

## Verkehr
Für Lipnik besteht keine Bahnanbindung, wohl aber führen nach Lipnik zwei Nebenstraßen, die den Ort mit Wejsuny ((Groß) Weissuhnen) bzw. Niedźwiedzi Róg (Bärenwinkel) verbinden.